# Das schwarze Los
Pour plus de détails, voir Fiche technique et Distribution.
Das schwarze Los (en français Le Sort noir) est un film allemand  muet réalisé par John Gottowt, sorti en 1913.

## Synopsis
L'action, tout à fait dans la lignée de la commedia dell'arte, se déroule dans un beau paysage méridional. Les membres d'une troupe italienne typique s'y produisent. Le centre des événements initialement gais, puis tragiques est un triangle amoureux composé du triumvirat classique de Pierrot, Colombine et Arlequin. Ils apparaissent tous costumés. La bonne humeur est soudainement assombrie lorsque la jalousie surgit entre deux hommes qui se disputent les faveurs de la belle.
Le jeu se reflète dans la réalité, car le décor est un film dans le film : la troupe d'acteurs performants et colorés sont des artistes de cinéma en mascarades. Dans la mise en abyme, le jeu joyeux devient soudainement dramatiquement sérieux, car le jeu de rôle des protagonistes est transféré dans la réalité. La jalousie conduit à la violence contre Arlequin qu'aime Colombine.

## Fiche technique
- Titre original : Das schwarze Los
- Réalisation : John Gottowt assisté d'Emil Albes
- Scénario : Adolf Paul
- Direction artistique : Robert A. Dietrich (de)
- Costumes : Ernst Stern
- Photographie : Karl Hasselmann
- Société de production : Deutsche Mutoskop- und Biograph GmbH (de)
- Pays d'origine :  Empire allemand
- Langue : allemand
- Format : Noir et blanc - 1,33:1 - 35 mm
- Genre : Drame
- Durée : 1 415 mètres (52 minutes)
- Dates de sortie :
  -  Allemagne : 20 octobre 1913.
  -  Autriche-Hongrie : 20 octobre 1913, 1er septembre 1917.

## Distribution
- Alexander Moissi : Pierrot
- Johanna Terwin : Colombine
- Paul Biensfeldt : Arlequin
- Emil Albes : Pantalone, l'époux de Colombine
- Heinrich Lux : le capitaine Fracasse
- John Gottowt : Brighella

## Production
Das schwarze Los est réalisé au début de l'été 1913, quelques semaines après que le réalisateur John Gottowt termine son rôle dans L'Étudiant de Prague. C'est la réalisation de Gottowt. Le film en cinq actes d'une longueur de 1 415 mètres passe la censure le 21 août 1913 et est présenté pour la première fois le 20 octobre 1913 à l'Union-Palast Kurfürstendamm de Berlin.
Il est tourné dans le studio Bioscop à Neubabelsberg, les prises de vues en extérieur furent prises sur le lac de Lugano et le lac de Côme ainsi qu'à Vienne.
La star du théâtre Alexander Moissi, qui vient rarement devant la caméra, joue ici avec sa future épouse Johanna Terwin.
Le film a une importance, car il est l'un des premiers films de cinéma à se passer d'intertitres. Par conséquent, son sous-titre est Eine titellose Commedia dell'arte. En Autriche-Hongrie, le film est projeté sous le titre Pierrots letztes Abenteuer.

## Source de traduction
- (de) Cet article est partiellement ou en totalité issu de l’article de Wikipédia en allemand intitulé « Das schwarze Los » (voir la liste des auteurs).

1. ↑  (it) Leonardo Quaresima, « Dichter, heraus! L'Autorenfilm e il cinema tedesco degli anni'10/Dichter, heraus! The Autorenfilm and German Cinema of the 1910's. », Griffithiana, no 38,‎ 1990, p. 81-120 (lire en ligne)
2. 1 2  (de) « Das Schwarze Los (1913) », sur The German Early Cinema Database (consulté le 15 mars 2023)